# 黔灵山公园

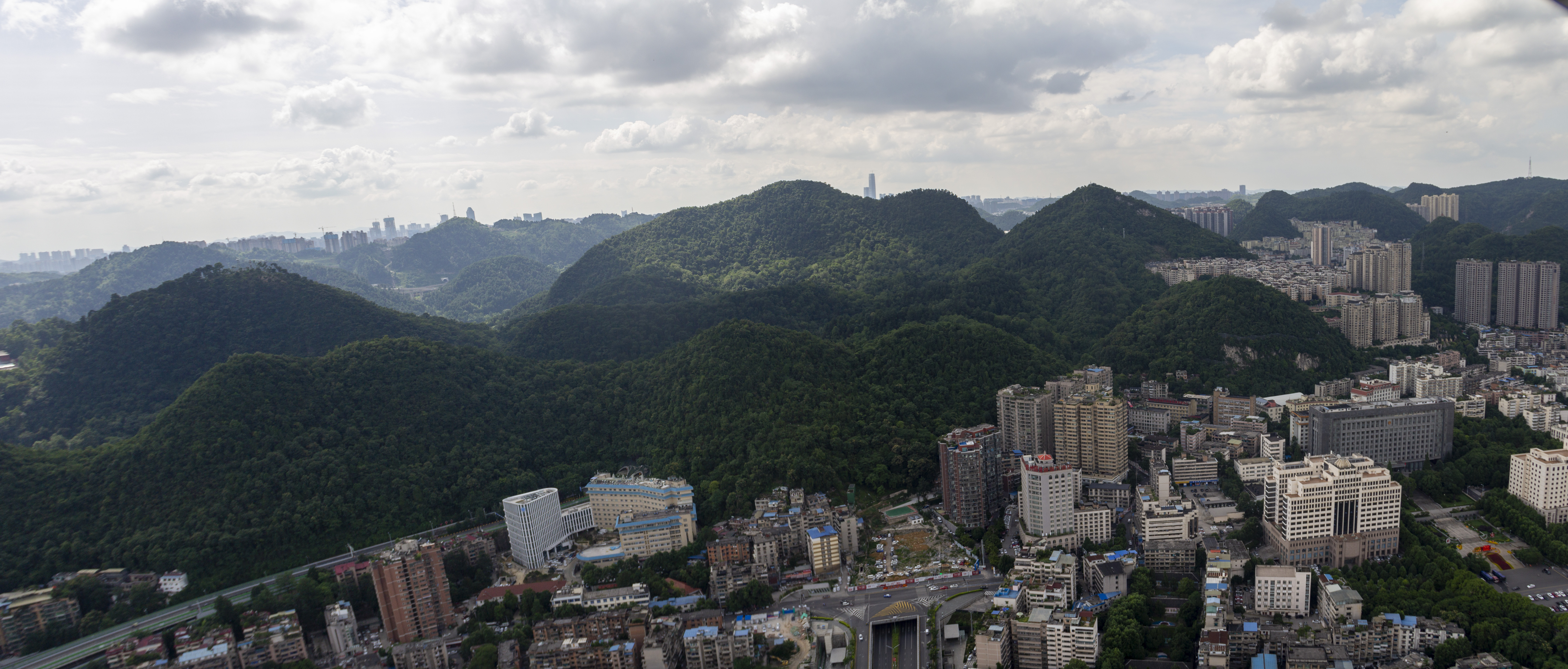
黔灵山

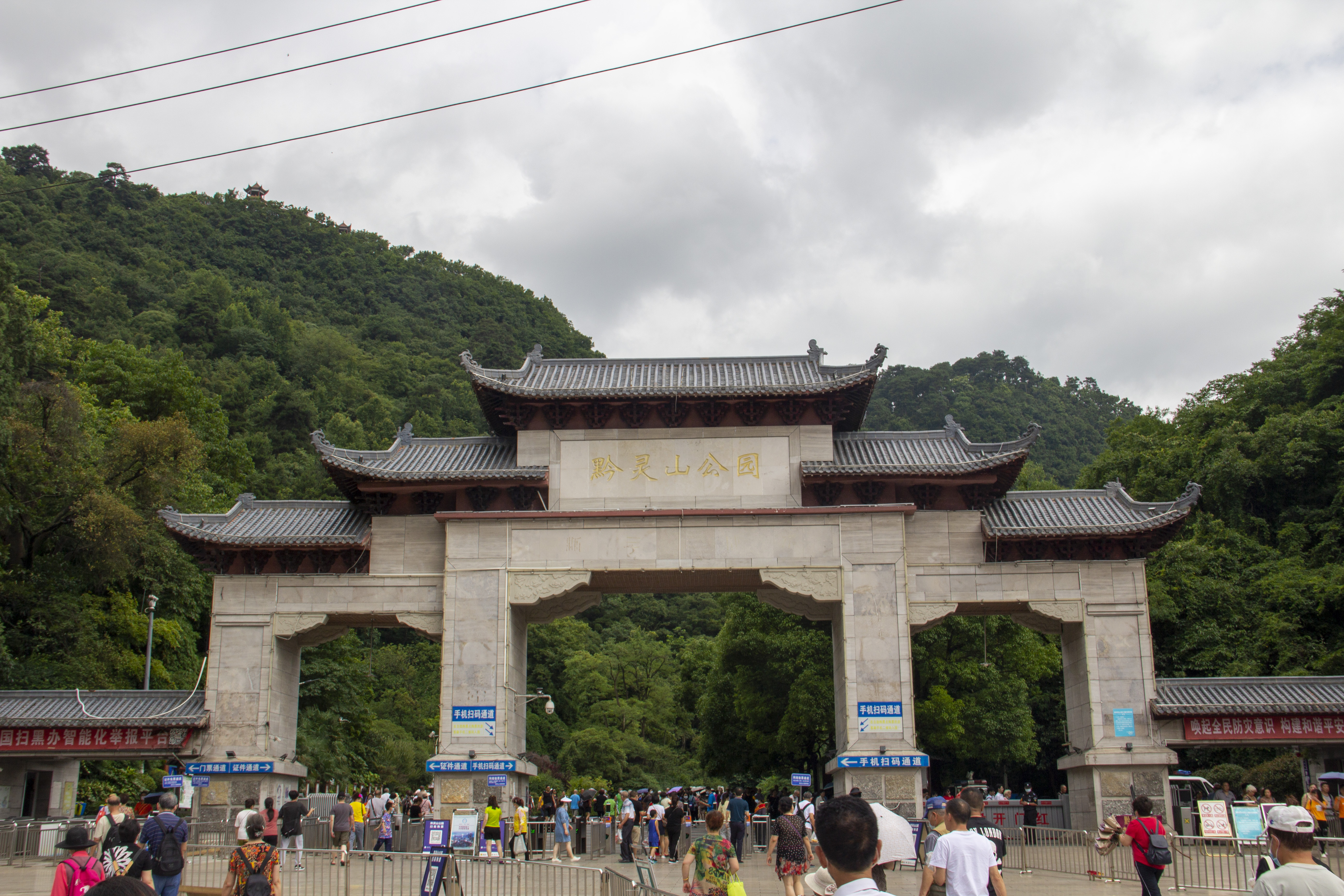
黔灵山 南门

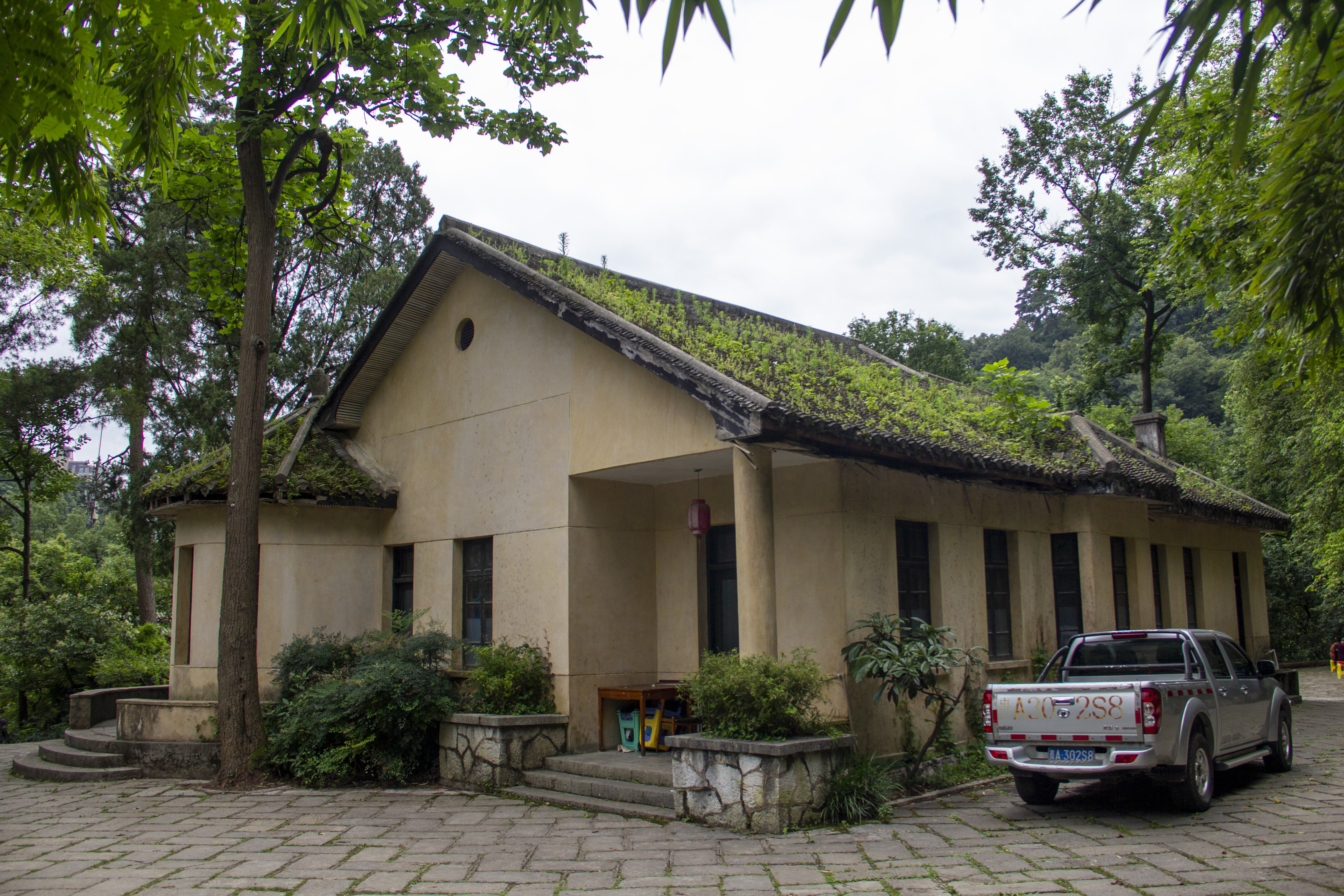
蒋介石与张学良会面处

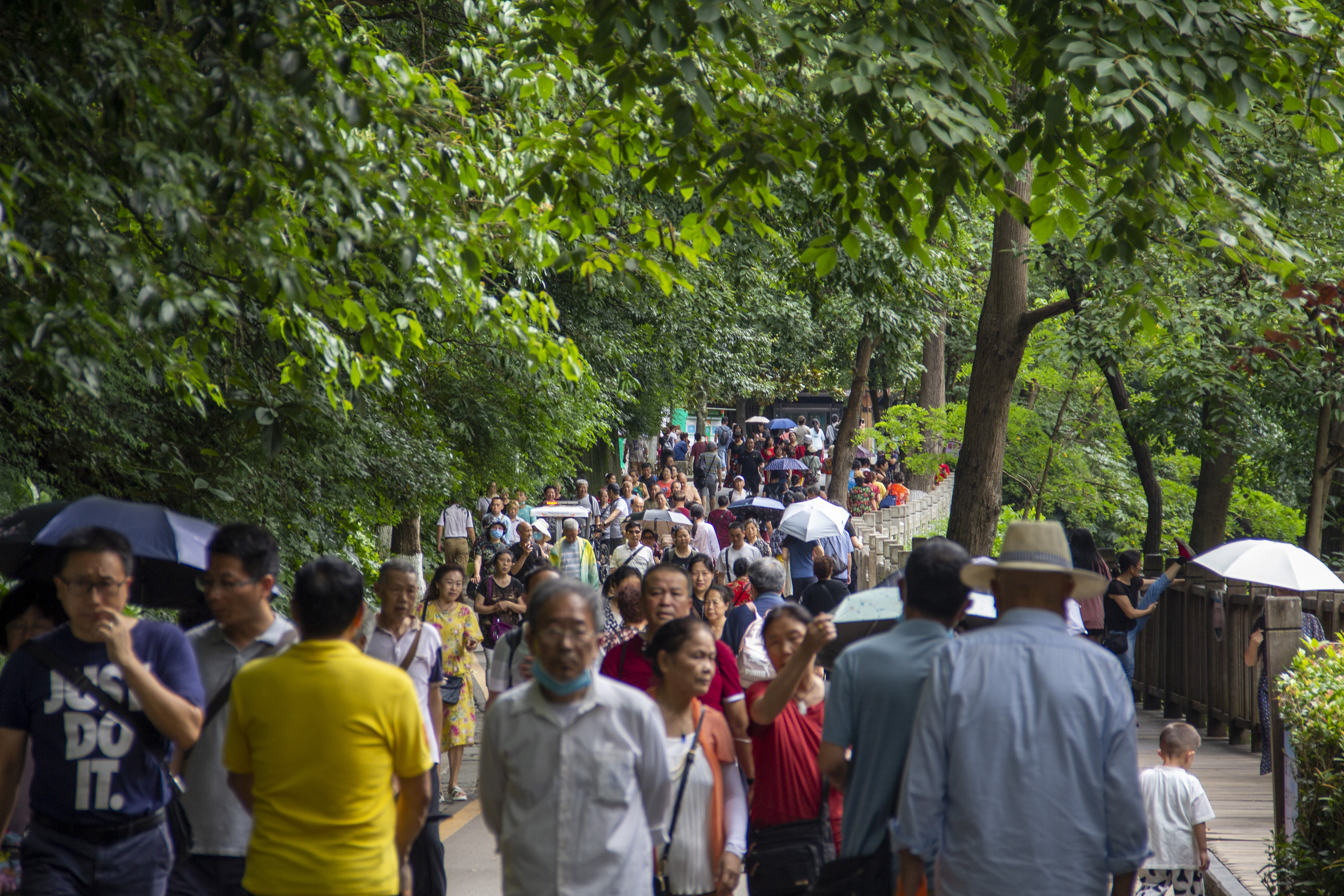
游览黔灵山的人群

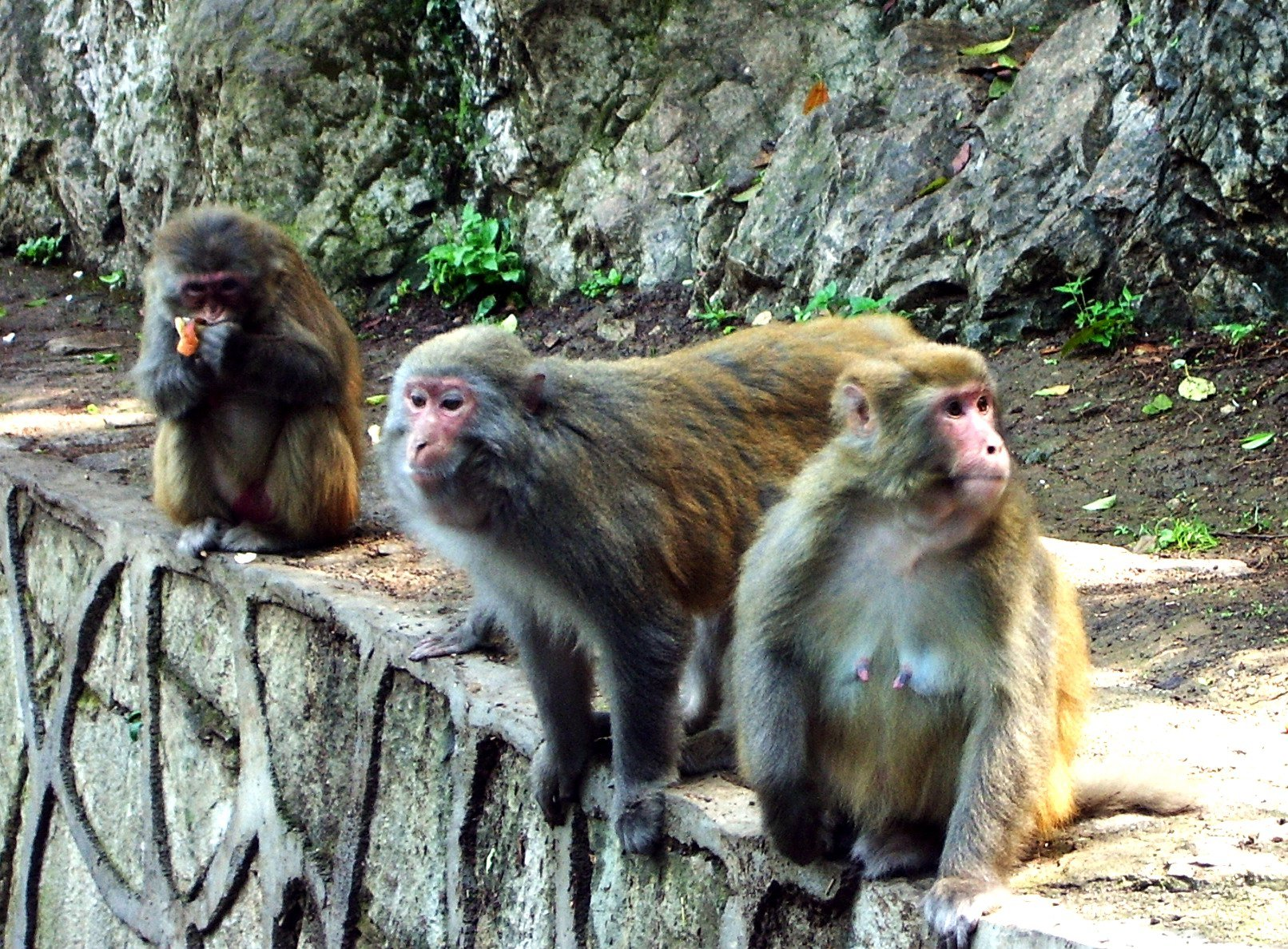
黔灵山猕猴

黔灵山公园位于贵州省贵阳市主城区的西北部，是贵阳市内主要风景点之一。占地426公顷，是国内少有的城区大型公园。
公园依黔灵山而建。公园内部森林茂密、风景秀丽。尤其是黔灵湖畔更是湖光山色，旖旎迷人。公园内有大量的野生猕猴群，猕猴常会出没于游人众多处，向游人讨要食物；但同時也常有獼猴傷人事件。

## 景点
- 动物园
- 黔灵湖
- 弘福寺，被誉为“黔南第一寺”，公园大门有直达该寺的道路。因道路九曲，故得名“九曲径”。小道上多文墨石刻。
- 英雄纪念碑
- 步道景区
- 猕猴园
- 麒麟洞，即张学良关押处。
- 二坝风雨桥

## 票价
公园票价5元，每年6-9月外地游客凭身份证半价，弘福寺票价2元

## 交通
1\10\12\13\16\23\25\30\33\46\51\72路

## 存在問題
黔靈山存在嚴重的獼猴管理問題。2019年平均每日就會發生獼猴傷人事件15起以上；獼猴甚至曾經吞食8月大男嬰的睪丸，導致公園賠付20多萬元。獼猴的數量也大大超出了公園的生態承載能力，破壞公園植被。園方希望遊客不要餵食獼猴，但收效甚微；同時想控制獼猴數量，卻遭到了「黔靈山獼猴保護委員會」等愛猴組織和人士的反對。